# Túristvándi
Túristvándi község Szabolcs-Szatmár-Bereg vármegyében, a Fehérgyarmati járásban.

## Fekvése
A vármegye keleti, szatmári részén fekszik, az Öreg-Túr partján, csodálatos természeti környezetben, kevesebb, mint 5 kilométerre az ukrán határtól.
Szomszédai: észak felől Szatmárcseke, kelet felől Kölcse, délkelet felől Fülesd, délnyugat felől pedig Kömörő, nyugat felől Szatmárcsekéhez tartozó lakatlan külterületek határolják.
Mátészalkától 33, Tiszabecstől 17, Fehérgyarmattól pedig 15 kilométer távolságra található.

### Megközelítése
A település lakott területén, annak főutcájaként a 4129-es út húzódik végig, ezen érhető el Kömörő vagy Tiszakóród irányából. Kölcsével a 4131-es út, Szatmárcsekével pedig a 41 125-ös számú mellékút köti össze. Az ország távolabbi részei felől a leginkább kézenfekvő közúti elérési útvonala a 491-es főút, amiről Penyigénél célszerű letérni a 4129-es útra.
Vasútvonal nem érinti.

## Története

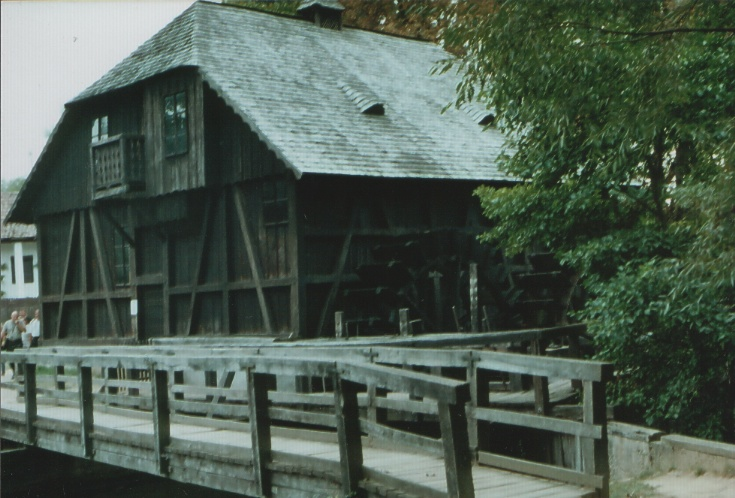
Túristvándi, vízimalom

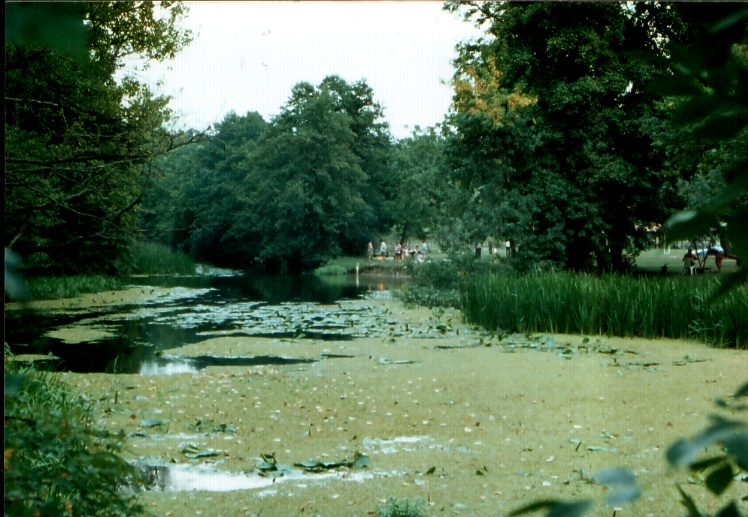
A Túr Túristvándinál.

A település nevének első említése 1142-ből való, Túr néven, majd 1181-ből származik a következő írott adat. Az Istvándi nevet birtokosáról, a Kölcsei nemzetség egyik tagjáról kapta. Ekkor a Czégényi monostor területéhez tartozott a település. 1315-ben a Kölcsei nemzetség birtoka volt, akiktől Károly Róbert király hűtlenség miatt elkobozta, majd 1344-ben Nagy Lajos király visszaadta a Kölcseieknek. Ettől kezdve a Kölcsey család és a velük rokon Kende család voltak fő birtokosai. 1496-ban az Ujhelyi család tagjai nyertek rá királyi adományt, 1512-ben pedig a Perényi, majd 1521-től a Báthori-család-nak is voltak itt kisebb tulajdonrészei. A 19. század első felében még más családok is (Rhédey, Jármy) birtokrészt szereztek itt, eközben a Perényiek itteni részüket gróf Károlyi Józsefnek adták el.
A település nevét Istvándiról 1908-ban változtatta a mai Túristvándira.
A 21. századra önellátó lett a falu, vagyis maguk állítják elő az alapélelmiszereket.

## Közélete

### Polgármesterei
- 1990–1994: Bolla István (független)[4][5]
- 1994–1996: Bolla István (független)[6][7]
- 1996–1998: Lakatosné Sira Magdolna (független)[8]
- 1998–2002: Lakatosné Sira Magdolna (független)[9][10]
- 2002–2006: Lakatosné Sira Magdolna (független)[11][12]
- 2006–2010: Lakatosné Sira Magdolna (Fidesz-KDNP)[13][14]
- 2010–2013: Lakatosné Sira Magdolna (Fidesz-KDNP)[15]
- 2013–2014: Lakatos Tibor (Fidesz-Nemzeti Fórum Egyesület)[16][17]
- 2014–2019: Lakatos Tibor (Fidesz-KDNP)[18][19]
- 2019–2024: Lakatos Tibor (Fidesz-KDNP)[20]
- 2024– : Karmacsi Máté (független)[1]

A településen 2013. április 7-én időközi polgármester-választást tartottak, az előző polgármester lemondása miatt.

## Népesség
A település népességének változása:
| Lakosok száma | 762  | 762  | 788  | 772  | 650  | 666  | 656  |
|               | 2013 | 2014 | 2015 | 2021 | 2022 | 2023 | 2024 |

2001-ben a település lakosságának 74,35%-a magyar, 25,65%-a cigány nemzetiségűnek vallotta magát.
A 2011-es népszámlálás során a lakosok 89,5%-a magyarnak, 14,8% cigánynak, 0,4% ukránnak mondta magát (10,3% nem nyilatkozott; a kettős identitások miatt a végösszeg nagyobb lehet 100%-nál). A vallási megoszlás a következő volt: római katolikus 18,6%, református 60,6%, felekezeten kívüli 7,6% (11,6% nem válaszolt).
2022-ben a lakosság 87,8%-a vallotta magát magyarnak, 5,2% cigánynak, 1,5% ukránnak, 0,2-0,2% szlováknak, németnek és bolgárnak, 0,5% egyéb, nem hazai nemzetiségűnek (12,2% nem nyilatkozott; a kettős identitások miatt a végösszeg nagyobb lehet 100%-nál). Vallásuk szerint 8,8% volt római katolikus, 48,2% református, 1,7% görög katolikus, 0,9% egyéb keresztény, 0,2% evangélikus, 3,1% felekezeten kívüli (36,9% nem válaszolt).

## Nevezetességei
- A 18. században épült, ma is működőképes vízimalom ipartörténeti műemlék. A Túr folyóra épült két malomkerékkel ellátott, fából épített, zsindellyel fedett malomépületben malomtörténeti kiállítás működik. A malom működés közben is megtekinthető.
- Református temploma gótikus stílusú, tégla és kőépület, 1470–1480 között épült. Bejárati ajtaját és terméskőből faragott, csúcsíves ablakait, valamint diadalívét Hunyadi Mátyás király kőfaragói készítették, azaz eltelt évszázadok során bevakolták, és csak az 1970-es árvíz utáni helyreállítás során kerültek napvilágra. A környék egyik legszebb kiemelt műemlék temploma lett.
- Az egykori Kölcsey-kúria, ma Idősek Napközi Otthona. Mára már csak az eredeti kúria egy-két eleme fedezhető fel.
- Itt járt iskolába Móricz Zsigmond is 1885 és 1887 között. Istvándiról több művében is megemlékezik. Életem regénye című művében mint „jellemformáló kohó”-ról emlékszik vissza erre az időre. Nagybátyja házán, az egykori kovácsműhelyen, emléktáblát helyeztek el az itt töltött évek emlékére.

## Természeti értékei

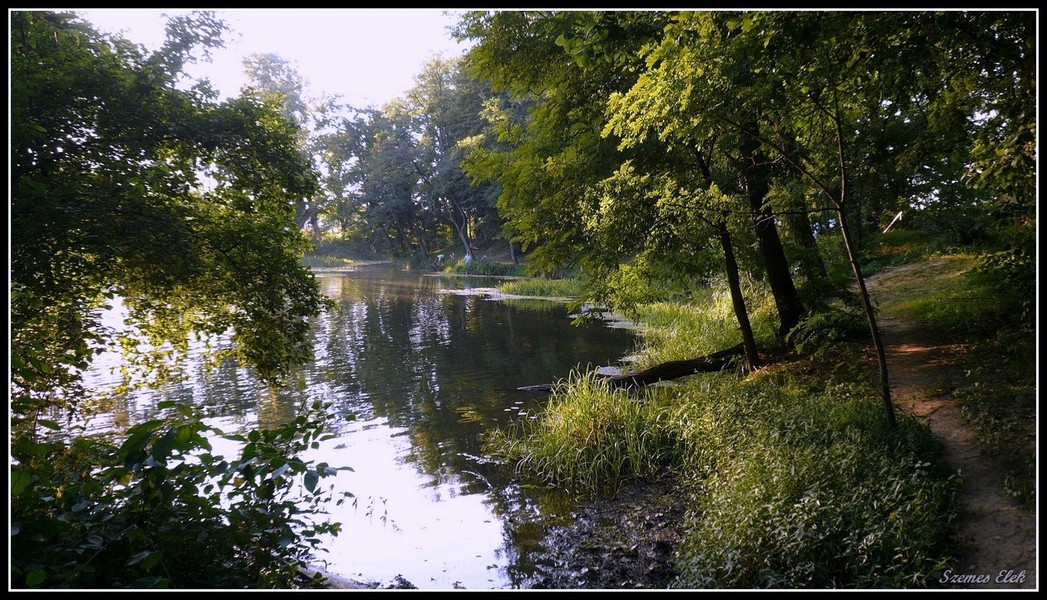
A Túr folyó Túristvándinál

A település fő természeti értéke Túr folyó, mely kanyarogva öleli át Túristvándit, és partjának erdeje természeti értékekben rendkívül gazdag. A folyóban még ma is megtalálható sok halfajta: a csuka, a harcsa, a ponty, a márna, a kecsege, a dévérkeszeg stb. Az itt élő ritka növényfajok közül említést érdemel például a réti füzény, a sárga nőszirom, a vízitök, a tavirózsa stb. A Túr partjai mentén él még például a keresztes vipera is.
A folyó közelében található a védett „Rókás” nevű hely, amely egy ősgyepes terület, rajta úgynevezett hagyásfákkal. Az ősgyepes réten ritkásan álló famatuzsálemek, öreg tölgyek, vadkörtefák megkapó látványt nyújtanak. A Rókás és környéke természetvédelmi terület.

## Itt születtek, itt éltek
- Molnár Mátyás - pedagógus, népművelő, a vajai Vay Ádám Múzeum alapító igazgatója
- Makay Béla - pedagógus, író